# Quello che spara per primo
Quello che spara per primo (Un nommé La Rocca) è un film del 1961 diretto da Jean Becker.